# Phillipsburg (New Jersey)
Phillipsburg è un comune (town) degli Stati Uniti d'America, situato nello stato del New Jersey, nella contea di Warren.